# 성요셉 성당 (하노이)
성요셉 성당(베트남어: Nhà thờ Lớn Hà Nội, Nhà thờ Chính tòa Thánh Giuse)은 베트남 하노이 호안끼엠 냐토 (교회) 거리에 위치한 성당이다. 이 성당은 19세기말 고딕 복고풍의 신고딕 양식으로 지어졌고, 약 4백만명의 신도가 있는 하노이 로마카톨릭 대주교구 소속의 성당이다.
건축은 1886년에 시작되었으며, 노트르담 대성당을 닮은 건축 양식으로 묘사된다. 이 성당은 1886년 12월에 문을 열었고, 인도차이나에서 프랑스 식민지 정부가 건설한 최초의 건축물 중 하나였다. 현재는 하노이에서 가장 오래된 교회당이다.
대성당은 하루 여러 차례 미사를 행하고 있다. 저녁 6시에 거행되는 일요일 미사에는 수 많은 사람들이 거리로 쏟아져 나온다. 기도 찬송가는 방송되며 성당에 입장할 수 없는 교인들은 거리에서 모여 찬송가를 듣는다.

## 지리
대성당은 구시가지 내 작은 면적을 차지하며 호안끼엠호 서쪽에 위치해 있으며, 근처에는 레스토랑과 작은 아파트 단지가 있다. 냐토 (교회) 거리의 끝에 그리고 냐청 거리의 구석 중앙에 위치해 있으며, 베트남의 대교구 본부이기도 한 대성당은 480개의 교회와 예배당 및 113개의 교구를 관리하고 있으며, 40만 명의 카톨릭 신도를 보유하고 있다. 대성당의 정문은 미사 시간에는 개방되고, 나머지 시간에 출입은 교구의 복합 벽으로 나 있는 옆문을 통해서만 가능하다. 이 지점에서 대성당으로 들어가려면 옆문으로 걸어가서 입장 벨을 눌러야 한다.

## 역사
1872년 프란시스 가르니에가 나머지 도시를 점령하기 전에 장 뒤피가 지휘하는 프랑스군이 하노이 성채를 점령했다. 식민지 개척자들이 현지인 반란 세력을 제압하고 하노이를 완전히 장악하는데 10년이 걸렸다. 대성당의 건축은 이 기간 이후에 시작되었을 확률이 매우 높았고, 프랑스 식민제국의 일부로 프랑스령 인도차이나 설립되기 1년 전인 1886년 12월 완성되었다. 이 성당의 설립은 프랑스 식민지 정부의 허가를 받았던 프랑스 선교사이자 통킹의 주교인 폴 프랑수아 푸지니에(Paul-François Puginier)에 의해 진행되었다. 이 성당은 프랑스령 식민지 시대 이전 통킹의 행정청 역할을 했었던 불교 사원이었던 바오티엔탑(報天塔) 부지 위에 설립되었다. 교회의 건축을 가속하기 위해, 11세기 리 왕조 시기에 건축된 탑은 폭파시켜 없앴고, 대성당은 1886년 12월 24일 봉헌되었다.
비엣민이 1954년 제네바 회담에 따라 북베트남을 장악한 후 가톨릭 교회는 수십 년 동안 박해를 받았다. 성직자는 체포되었고, 교회 재산은 압수되고, 몰수되었다. 성 요셉 대성당은 할당되지 못했고, 이곳에서 다시 미사를 하게 된 1990년 크리스마스 이브까지 폐쇄되었다. 2008년에, 종교 상징에 관련된 시위가 대성당의 옆에 부지에서 일어났다.

## 건축

### 외관
석판과 콘크리트로 된 벽돌로 지은 파사드는 모양이 정사각형인 2개의 탑으로 이루어져 있으며 높이는 31m이고 각 탑에는 5개의 종이 달려 있다. 대성당은 고딕 복고풍의 신고딕 양식으로 건축되었다. 성요셉 성당의 건축가들이 파리 노트르담 대성당을 모방하려고 노력했기 때문에 쌍둥이 종탑은 자주 파리 노트르담 대성당에 비교되고 있다. 교회의 외벽은 화강암 석판으로 되어있다. 대성당의 외면은 오랜 세월 동안 심각한 오염에 노출되어 심하게 닳고 있다.

### 내관
창문에는 길쭉한 스테인드 글라스가 장착되어 있으며, 뾰족한 아치 모양이다. 대성당의 스테인드 글라스 창문은 프랑스에서 제작되어 베트남으로 보내진 것이다. 천장은 중세 유럽에서 볼 수 있는 것과 같은 갈빗대 모양의 천장이다. 본당은 세월의 흔적을 받았지만, 예배당은 닌빈성 팟 디엠 대성당의 그것과 유사하게 후에 왕조의 건축술인 금박 테투리로 나무로 반짝인다. 성모 마리아상은 베트남의 관습에 따라 가마 속에 보관되어 있으며, 본당의 왼편에서 볼 수 있다.

## 이름
1880년에 완공된 사이공 노트르담 성당은 성모 마리아의 이름을 따서 명명되었다. 1886년, 하노이 대성당은 마리아의 남편이자 예수의 아버지인 성 요셉의 이름을 따서 명명되었다.